# Mykoła Naumow
Mykoła Hryhorowycz Naumow, ukr. Микола Григорович Наумов, ros. Николай Григорьевич Наумов, Nikołaj Grigorjewicz Naumow (ur. 25 listopada?/8 grudnia 1909 w Juzówce, Imperium Rosyjskie, zm. 21 lutego 1996 w Doniecku, Ukraina) – ukraiński piłkarz, grający na pozycji napastnika, trener i sędzia piłkarski.

## Kariera piłkarska

### Kariera klubowa
W 1927 rozpoczął karierę piłkarską w zespole amatorskim kopalni Budionowski. W 1930 został piłkarzem Dynama Stalino. W 1935 przeniósł się do Dynama Dniepropetrowsk. W 1936 został zaproszony do Stachanowca Stalino, w którym zakończył karierę piłkarza w roku 1941.

## Kariera trenerska
Jeszcze będąc piłkarzem rozpoczął pracę szkoleniowca. Na początku 1936 stał na czele Wuhilnyky Stalino, który wkrótce zmienił nazwę na Stachanoweć. W 1937 zespół zdobył wicemistrzostwo Grupy W Mistrzostw ZSRR, a w 1938 po reorganizacji systemu lig miał startować w Grupie A, ale na początku 1938 stanowisko głównego trenera objął Wasyl Borysenko, który ukończył Wyższą Szkołę Trenerów w Moskwie, a Naumow pozostał w sztabu szkoleniowym pomagać jemu trenować. Po ataku Niemiec na ZSRR został powołany do Armii Czerwonej. Po zakończeniu II wojny światowej powrócił do donieckiego klubu, który zmienił nazwę na Szachtar Stalino. W 1946 razem z Adamem Bemem i Aleksiejem Kostylewem prowadził Szachtar, a potem pomagał trenować szachtarski zespół. W 1960 ponownie pomagał trenować piłkarzy donieckiego klubu. Potem przez wiele lat szkolił dzieci w Towarzystwie Sportowym Trudowi Rezerwy.
Również pomagał sędziować mecze piłkarskie jako sędzia liniowy.
21 lutego 1996 zmarł w Doniecku w wieku 86 lat.

## Sukcesy i odznaczenia

### Sukcesy piłkarskie i trenerskie
Stachanoweć Stalino
- wicemistrz Wtoroj ligi ZSRR: 1937 (grupa W)